# Buathra
Buathra is een geslacht van insecten uit de orde vliesvleugeligen (Hymenoptera) en de familie Ichneumonidae.

## Soorten
- B. albimandibularis (Uchida, 1955)
- B. burmensis Jonathan, 2006
- B. crassifemur (Pratt, 1945)
- B. dentata (Cameron, 1903)
- B. divisoria (Tschek, 1872)
- B. dorsicarinata (Pratt, 1945)
- B. epomiata (Roman, 1936)
- B. excavata (Cameron, 1905)
- B. heinrichi Jonathan, 2006
- B. indica Jonathan, 2006
- B. kumaonensis Jonathan, 2006
- B. laborator (Thunberg, 1822)
- B. lochmaia (Townes, 1962)
- B. luculenta (Cameron, 1905)
- B. morguzora (Maljavin, 1968)
- B. narkandensis Jonathan, 2006
- B. nigella (Tosquinet, 1903)
- B. nigripilosa Jonathan, 2006
- B. nigriterga Jonathan, 2006
- B. nursei (Cameron, 1906)
- B. pallidipennis (Roman, 1936)
- B. perplexa (Cresson, 1879)
- B. rufifemorata Jonathan, 2006
- B. rufiterga Jonathan, 2006
- B. rufiventris Cameron, 1903
- B. similis Jonathan, 2006
- B. spinipes Ciochia, 1974
- B. strigosa (Pratt, 1945)
- B. suspicabilis (Kokujev, 1905)
- B. tarsoleucos (Schrank, 1781)
- B. violaceotincta (Cameron, 1906)